# Saulkrasti Jazz
Saulkrasti Jazz Festival är en sedan 1997 årligt återkommande jazzfestival som hålls i Saulkrasti – en liten badort vid Rigabukten – under en vecka i mitten av juli.
Festivalen hade premiär 1997 under namnet Baltic Drummers League – International Saulkrasti Jazz Festival ’97, men antog 2001 sitt nuvarande namn. Ungdomstävlingen Baltic Drummers League har dock fortlevt inom ramen för festivalen, som också ordnar workshops för unga musiker.
Utbudet domineras av artister och grupper från Lettland, men festvalen har även gästats av internationellt kända musiker som den amerikanske trummisen Billy Cobham, de brittiska gitarristerna Steve Hackett och David Becker, och den svenska sångerskan Viktoria Tolstoy.